# Savitribai Phule
Savitribai Phule, född 1831, död 1897, var en indisk socialreformator, pedagog och feminist. Hon var en pionjärfigur inom utbildning av kvinnor i Indien: hon grundade Indiens första skola för flickor i Pune i Bhidewada 1848, och blev den första kvinnliga läraren. 